# Jeux du Pacifique
Les Jeux du Pacifique (à l'origine Jeux du Pacifique Sud) sont une compétition sportive qui sert en quelque sorte de transposition des Jeux olympiques sur le plan régional du Pacifique insulaire. Ces jeux sont reconnus par le Comité international olympique. 

## Histoire
Nés d'une décision de la Conférence du Pacifique Sud de Rabaul en Papouasie-Nouvelle-Guinée en 1959 et organisés pour la première fois à Suva en 1963, les Jeux du Pacifique Sud sont nés d'une proposition du Fidjien Abdul Habib Sahu Khan, l'un des représentants de la colonie britannique des Fidji à cette conférence. La proposition est approuvée par les puissances de tutelle dans la région (États-Unis, France, Royaume-Uni, Australie et Nouvelle-Zélande), avec pour objectif « d'encourager des liens d'amitié et de fraternité à travers le Pacifique ». La Commission du Pacifique Sud crée en 1962 le Conseil des Jeux du Pacifique Sud, et confie au Britannique Francis Joseph Coyne la direction de l'organisation de la première édition des Jeux. Il s'inspire de la manière dont ont été organisés les Jeux de l'Empire britannique et du Commonwealth de 1962 à Perth, en Australie.
Lors des premiers Jeux organisés à Suva aux Fidji en 1963, les Samoa sont le seul des 13 pays et territoires y participant à être un État indépendant (les Tonga étant de facto indépendants mais pas encore de jure pleinement souverains). Peu à peu, dans les années 1970, certains de ces territoires accèdent à la pleine souveraineté et d'autres disposent de statuts d'autonomie, si bien que les métropoles se sont peu à peu retirées des enjeux de cette manifestation sportive.
Les Nouvelles-Hébrides ont changé leur nom en Vanuatu avec l'indépendance en 1980. Chaque territoire appartenant à un même État (comme les territoires français de Nouvelle-Calédonie, de la Polynésie française ou de Wallis-et-Futuna) dispose d'une délégation propre qui peut défiler et disposer d'un hymne différent de celui de leur État de tutelle (ainsi, si la délégation néocalédonienne défile sous le drapeau français mais joue l'hymne Soyons unis, devenons frères adoptée comme signe identitaire, la Polynésie française dispose d'un drapeau et d'un hymne propres). 
Les premiers Jeux se sont succédé à des périodes irrégulières jusqu'aux jeux de Papeete de 1971. Depuis lors, ils sont disputés tous les quatre ans. Depuis 1981, d'autres jeux, appelés Mini-Jeux du Pacifique (ou en anglais Mini Games), sont aussi disputés tous les quatre ans entre deux Jeux du Pacifique (à l'instar des Jeux olympiques d'hiver). Les premiers jeux à porter le nom de Jeux du Pacifique plutôt que Jeux du Pacifique Sud sont ceux de Nouméa, en Nouvelle-Calédonie, en 2011.

## Conseil, drapeau et serment des Jeux
Comme pour les Olympiades, les Jeux du Pacifique disposent d'une instance dirigeante, le Conseil des Jeux du Pacifique Sud (CJPS), rebaptisé en 2005 Conseil des Jeux du Pacifique, qui est composé de délégations représentant chaque État indépendant et chaque Territoire membre (à raison de deux représentants pour chaque État ou Territoire membre). Ce conseil est essentiellement chargé de définir les règles de la compétition, de s'assurer de la bonne tenue des jeux, de choisir les pays organisateurs et de définir les sports qui seront pratiqués ou non lors des jeux. 
Le drapeau de cérémonie du Conseil est hissé lors de la cérémonie d'ouverture de chaque Jeux, et le reste jusqu'à la cérémonie de clôture où il est alors remis au comité organisateur des jeux suivants.
La charte des Jeux, définie, modifiée et dont l'application est contrôlé par le Conseil des Jeux, en est aujourd'hui à sa treizième version. En effet, depuis leur création en 1963, de nombreux aménagements ont dû être apportés, notamment dans le domaine de la réglementation sportive, en parallèle, souvent, avec l’évolution d’autres jeux multisports (jeux olympiques, jeux méditerranéens, jeux du Commonwealth) ou encore avec celle des règlements des fédérations sportives internationales. Elle a dû aussi s'adapter, sur le plan logistique, aux évolutions économiques et politiques des pays de la région. 
Le serment des Jeux, prononcé, à l'instar du serment olympique, lors de la cérémonie d'ouverture par un concurrent du pays hôte entouré des porteurs de drapeaux de tous les États et Territoires participants, dit : « Nous déclarons prendre part aux Jeux du Pacifique de (année) dans un esprit sportif sincère, reconnaissant les règles qui les régissent et désireux d’y participer pour l’honneur de notre pays et la gloire du sport. » Il est suivi du serment suivant prononcé par un officiel technique du pays hôte : « Nous déclarons officier aux Jeux du Pacifique de (année) dans un esprit sportif sincère, reconnaissant les règles qui les régissent et désireux d’y participer pour l’honneur de notre pays et la gloire du sport. »

## États et territoires membres du conseil des jeux du Pacifique
22 territoires sont autorisés à participer à l'ensemble des épreuves.
En juillet 2014, les Comités nationaux olympiques d'Océanie décident d'autoriser des athlètes australiens et néo-zélandais à participer pour la première fois aux Jeux du Pacifique, à l'occasion des Jeux du Pacifique de 2015. Exclus jusque-là par crainte de leur domination écrasante, les deux pays sont invités à concourir uniquement aux épreuves d'haltérophilie, de rugby à sept, de tae kwon do et de voile, où d'autres nations océaniennes seraient aptes à les égaler.

### États pleinement indépendants
- Australie
- Fidji
- Îles Salomon
- Kiribati
- Nauru
- Nouvelle-Zélande
- Papouasie-Nouvelle-Guinée
- Samoa
- Tonga
- Tuvalu
- Vanuatu

### États indépendants en libre association avec un autre État

#### États-Unis
- États fédérés de Micronésie : république indépendante librement associée aux États-Unis
- Îles Marshall : république indépendante librement associée aux États-Unis
- Palaos : république indépendante librement associée aux États-Unis

#### Nouvelle-Zélande
- Îles Cook : État indépendant en libre association avec la Nouvelle-Zélande
- Niue : État indépendant en libre association avec la Nouvelle-Zélande

### Territoires non indépendants

#### Territoire australien
- Île Norfolk : territoire autogouverné associé à l'Australie

#### Territoires des États-Unis
- Guam : territoire non-incorporé et non-organisé
- Îles Mariannes du Nord : territoire non-incorporé et non-organisé
- Samoa américaines : territoire non-incorporé et non-organisé

#### Territoires français
- Nouvelle-Calédonie : collectivité sui generis
- Polynésie française : collectivité d'Outre-mer (localement pays d'Outre-mer)
- Wallis-et-Futuna : collectivité d'Outre-mer (localement territoire d'Outre-mer)

#### Territoire néo-zélandais
- Tokelau : territoire associé à la Nouvelle-Zélande

### Ancien territoire
Les Îles Gilbert et Ellice ont participé aux premières éditions, avant de se scinder pour devenir Kiribati et Tuvalu.

## Sports pratiqués aux Jeux
Depuis l'entrée en vigueur de la nouvelle Charte (adoptée le 14 mai 2006 et modifiée au 30 octobre 2008), appliquée pour la première fois dans l'organisation des Jeux du Pacifique de 2011, il y a au maximum 28 sports à chaque Jeux. 
Parmi ceux-ci, il y a 12 sports obligatoires (ils étaient 5 auparavant) :
- Athlétisme (hommes et femmes) ;
- Basket-ball (hommes et femmes) ;
- Beach-volley (hommes et femmes) ;
- Football (hommes) ;
- Golf (hommes et femmes) ;
- Haltérophilie (hommes et femmes) ;
- Natation (hommes et femmes) ;
- Rugby à sept (IRB, hommes) ;
- Tennis (hommes et femmes) ;
- Tennis de table (hommes et femmes) ;
- Va'a (hommes et femmes) ;
- Volley-ball (hommes et femmes).

S'y ajoutent au maximum 16 sports optionnels laissés au choix du pays organisateur au sein d'une liste de 28 disciplines différentes (37 auparavant), dont certaines ne sont pas reconnus comme sports olympiques, à condition qu'au moins six pays participants s'inscrivent à chacune des activités choisies. Les disciplines optionnelles comprennent :
- Badminton (hommes et femmes) ;
- Baseball (hommes et femmes) ;
- Billard (mixte) ;
- Boules sur gazon (hommes et femmes) ;
- Boxe (hommes) ;
- Cricket (hommes et femmes) ;
- Culturisme (hommes et femmes) ;
- Cyclisme (hommes et femmes) ;
- Football (femmes[3]) ;
- Force athlétique (hommes et femmes) ;
- Handball (hommes et femmes) ;
- Hockey sur gazon (hommes et femmes) ;
- Judo (hommes et femmes) ;
- Karaté (hommes et femmes) ;
- Lutte (libre, gréco-romaine, hommes et femmes) ;
- Netball (femmes) ;
- Rugby à VII (Rugby League, hommes) ;
- Rugby à sept (IRB, femmes[4]) ;
- Snooker (mixte) ;
- Softball (hommes et femmes) ;
- Squash (hommes et femmes) ;
- Surf (hommes et femmes) ;
- Taekwondo (hommes et femmes) ;
- Tir (hommes et femmes) ;
- Tir à l'arc (hommes et femmes) ;
- Touch rugby (hommes et femmes) ;
- Triathlon (hommes et femmes) ;
- Voile (hommes et femmes).

Pour les 13e Jeux du Pacifique, qui ont eu lieu aux Samoa en 2007, la liste des sports retenus et de leurs disciplines étaient :
- Athlétisme : 100 m, 200 m, 400 m, 800 m, 1 500 m, 5 000 m, 10 000 m, marathon ou éventuellement à la place un semi-marathon, 20km marche, 400 m haies, relais 4 × 100 m et 4 × 400 m, sauts en hauteur, en longueur,  à la perche et triple saut, lancer du poids, du marteau, du disque et du javelot pour les épreuves à la fois masculines et féminines. Pour les épreuves typiquement masculines, on a le steeple, le 110 m haies et le décathlon qui peut éventuellement être remplacé par l'octathlon. Pour les épreuves féminines, on a le 100 m haies et l'heptathlon ;
- Badminton : tournois Dames, Messieurs et Mixtes ;
- Baseball : tournois par équipes masculines et féminines ;
- Basket-ball : tournois par équipes masculines et féminines ;
- Beach-volley : tournois par équipes masculines et féminines ;
- Boules sur gazon : tournois par équipes masculines et féminines ;
- Boxe anglaise : toutes les catégories de poids reconnues par l'Association internationale de Boxe amateurs, épreuves uniquement masculines ;
- Cricket : tournois par équipes masculines et féminines ;
- Culturisme : tournoi individuel masculin et féminin ;
- Force athlétique : tournoi individuel masculin et féminin ;
- Football : tournoi individuel masculin, éventuellement féminin ;
- Golf : tournoi individuel masculin et féminin ;
- Haltérophilie : tournoi individuel masculin et féminin ;
- Hockey sur gazon : tournois par équipes masculines et féminines ;
- Judo : par équipe masculine et féminine ;
- Natation : des épreuves aussi bien masculines que féminines. On a le 50 m, 100 m, 200 m, 400 m, 800 m (pour les dames) et 1 500 m (pour les messieurs) nage libre, 50 m, 100 m et 200 m brasse, 50 m, 100 m et 200 m dos, 50 m, 100 m et 200 m papillon, 200 m et 400 m 4 nages, relais 4 × 100 m et 4 × 200 m nage libre et 4 × 100 m 4 nages, natation en eau libre (5km) et deux épreuves optionnelles : le plongeon (tremplin et tour) et le Water polo ;
- Netball : tournoi féminin par équipes ;
- Rugby à sept : tournoi masculin par équipe ;
- Squash : tournois par équipes masculines et féminines ;
- Surf : tournoi individuel masculin et féminin ;
- Taekwondo : tournois par équipes masculines et féminines ;
- Tennis : tournois simples dames et messieurs, tournois doubles dames, messieurs et mixtes ;
- Tennis de table : tournoi par équipe et tournois individuels simples dames et messieurs ou doubles dames, messieurs et mixtes ;
- Tir à l'arc : tournoi individuel masculin et féminin ;
- Tir sportif : tournoi individuel masculin et féminin ;
- Touch rugby : tournois par équipes masculines et féminines ;
- Triathlon : course individuelle masculine et féminine ;
- Va'a : courses entre équipages masculins et féminins ;
- Voile : masculin et féminin, compétitions de Hobie Cat 16, de Laser et de planche à voile (catégories lourds, légers et femmes) ;
- Volley-ball : tournois par équipes masculines et féminines.

## Villes hôtes des Jeux du Pacifique Sud puis des Jeux du Pacifique
- 1963 : Iers Jeux à Suva,  Fidji (1re fois)
- 1966 : IIes Jeux à Nouméa,  Nouvelle-Calédonie, France (1re fois)
- 1969 : IIIes Jeux à Port Moresby,  Papouasie-Nouvelle-Guinée (1re fois)
- 1971 : IVes Jeux à Papeete,  Polynésie française, France (1re fois)
- 1975 : Ves Jeux à Tumon,  Guam (1re fois)
- 1979 : VIes Jeux à Suva,  Fidji (2e fois)
- 1983 : VIIes Jeux à Apia,  Samoa (1re fois)
- 1987 : VIIIes Jeux à Nouméa,  Nouvelle-Calédonie, France (2e fois)
- 1991 : IXes Jeux à Port Moresby et Lae,  Papouasie-Nouvelle-Guinée (2e fois)
- 1995 : Xes Jeux à Papeete,  Polynésie française, France (2e fois)

### Jeux du Pacifique
- 1999 : XIes Jeux à Agana,  Guam (2e fois)
- 2003 : XIIes Jeux à Suva,  Fidji (3e fois)
- 2007 : XIIIes Jeux à Apia,  Samoa (2e fois)
- 2011 : XIVes Jeux à Nouméa,   Nouvelle-Calédonie, France (3e fois)
- 2015 : XVes Jeux à Port Moresby,  Papouasie-Nouvelle-Guinée (3e fois)
- 2019 : XVIes Jeux à Apia,  Samoa (3e fois)
- 2023 : XVIIes Jeux à Honiara, aux Salomon  Îles Salomon  (1re fois).
- 2027 : XVIIIes Jeux à Tahiti,  Polynésie française, France (3e fois)[5]
- 2031 : XIXes Jeux à Nukuʻalofa,  Tonga (1re fois)

## Palmarès

### État ou Territoire étant arrivé en tête du classement des médailles à chaque édition
- 1963 :

 Fidji, territoire organisateur, 64 médailles (34 d'or, 23 d'argent et 27 de bronze)
 Papouasie-Nouvelle-Guinée, 32 médailles (9 d'or, 12 d'argent et 11 de bronze)
 Nouvelle-Calédonie, 27 médailles (7 d'or, 9 d'argent et 11 de bronze)
- 1966 :

 Nouvelle-Calédonie, territoire organisateur, 99 médailles (39 d'or, 30 d'argent et 30 de bronze)
 Fidji, 59 médailles(19 d'or, 23 d'argent et 17 de bronze)
 Polynésie française, 30 médailles (13 d'or, 8 d'argent et 9 de bronze)
- 1969 :

 Nouvelle-Calédonie arrive là aussi en tête du classement avec 77 médailles (36 d'or, 20 d'argent et 21 de bronze)
 Papouasie-Nouvelle-Guinée, territoire organisateur, 64 médailles (23 d'or, 23 d'argent et 18 de bronze)
 Fidji, 56 médailles (13 d'or, 18 d'argent et 25 de bronze)
- 1971 :

 Nouvelle-Calédonie, 92 médailles (33 d'or, 32 d'argent et 27 de bronze)
 Papouasie-Nouvelle-Guinée, 77 médailles (28 d'or, 28 d'argent et 21 de bronze)
 Polynésie française, territoire organisateur, 70 médailles (22 d'or, 24 d'argent et 24 de bronze)
- 1975 :

 Nouvelle-Calédonie, 102 médailles sur 365 (37 d'or, 31 d'argent et 34 de bronze)
 Polynésie française, 94 médailles (27 d'or, 28 d'argent et 39 de bronze)
 Papouasie-Nouvelle-Guinée, qui vient d'obtenir son indépendance de l'Australie, arrive en troisième position avec 65 médailles (22 d'or, 25 d'argent et 18 de bronze)
- 1979 :

 Nouvelle-Calédonie qui confirme sa position dominante du sport océanien avec 102 médailles (33 d'or, 43 d'argent, 26 de bronze)
 Polynésie française, 79 médailles (31 d'or, 19 d'argent et 29 d'argent)
 Fidji, pays organisateur, 62 médailles (22 d'or, 16 d'argent et 24 de bronze).
- 1983 :

 Nouvelle-Calédonie qui remporte encore une fois ces jeux, mais obtient moins de médailles que d'habitude avec 63 médailles (24 d'or, 20 d'argent et 19 de bronze), et est choisie comme organisatrice des prochains jeux
 Samoa, pays organisateur, 45 médailles (20 d'or, 13 d'argent et 12 de bronze)
 Polynésie française, 44 médailles (13 d'or, 17 d'argent et 14 de bronze)
- 1987 :

 Nouvelle-Calédonie, territoire organisateur qui s'impose massivement avec 168 médailles (82 d'or, soit plus de la moitié du total des médailles, 48 d'argent et 38 de bronze)
 Polynésie française, 116 médailles (35 d'or, 38 d'argent et 43 de bronze)
 Papouasie-Nouvelle-Guinée, 69 médailles (15 d'or, 27 d'argent et 27 de bronze).
- 1991 :

 Papouasie-Nouvelle-Guinée, pays organisateur, qui arrive en tête avec 100 médaillés (44 d'or, 29 d'argent et 27 de bronze)
 Polynésie française, 80 médailles (30 d'or, 24 d'argent et 26 de bronze)
 Nouvelle-Calédonie, qui a certes obtenu plus de médailles au total (81) mais moins d'or (29, à quoi s'ajoutent 29 médailles d'argent et 27 de bronze). C'est la première fois depuis 1966 que la Nouvelle-Calédonie ne remporte pas les Jeux.
- 1995 :

 Nouvelle-Calédonie, qui s'impose chez son rival tahitien mais obtient moins de médailles au total que les Polynésiens mais a remporté plus d'or : 182 médailles (82 d'or, 57 d'argent et 43 de bronze)
 Polynésie française, 197 médailles (76 d'or, 76 d'argent et 45 de bronze)
 Fidji, 140 médailles (32 d'or, 44 d'argent et 64 de bronze)
- 1999 :

 Nouvelle-Calédonie, 172 médailles (73 d'or, 55 d'argent et 44 de bronze)
 Fidji, 107 médailles (34 d'or, 34 d'argent et 39 de bronze)
 Papouasie-Nouvelle-Guinée, 85 médailles (19 d'or, 32 d'argent et 34 de bronze).
- 2003 :

 Nouvelle-Calédonie, 240 médailles (93 d'or, 73 d'argent et 74 de bronze)
 Fidji, pays organisateur, 177 médailles (65 d'or, 59 d'argent et 53 de bronze)
 Polynésie française, 123 médailles (55 d'or, 28 d'argent et 40 de bronze)
- 2007 :

 Nouvelle-Calédonie, 227 médailles (90 d'or, 69 d'argent et 68 de bronze)
 Polynésie française, 118 médailles (44 d'or, 43 d'argent et 31 de bronze)
 Samoa, 126 médailles (43 d'or, 33 d'argent et 50 de bronze)
- 2011 :

 Nouvelle-Calédonie, territoire organisateur, qui établit un record avec 288 médailles (120 d'or, 107 d'argent et 61 de bronze)
 Polynésie française, 143 médailles (59 d'or, 42 d'argent et 42 de bronze)
 Papouasie-Nouvelle-Guinée, 121 médailles (49 d'or, 24 d'argent et 48 de bronze)
- 2015 :

 Papouasie-Nouvelle-Guinée, pays organisateur, 217 médailles (88 d'or, 69 d'argent et 60 de bronze)
 Nouvelle-Calédonie, 166 médailles (60 d'or, 49 d'argent et 57 de bronze)
 Polynésie française, 114 médailles (39 d'or, 34 d'argent et 41 de bronze)
- 2019 :

 Nouvelle-Calédonie, 182 médailles (76 d'or, 55 d'argent et 51 de bronze)
 Papouasie-Nouvelle-Guinée, 130 médailles (38 d'or, 57 d'argent et 35 de bronze)
 Samoa, pays organisateur, 125 médailles (38 d'or, 42 d'argent et 45 de bronze)
- 2023 :

 Nouvelle-Calédonie, 197 médailles (82 d'or, 57 d'argent et 58 de bronze)
 Tahiti, 160 médailles (57 d'or, 53 d'argent et 50 de bronze)
 Australie, 84 médailles (50 d'or, 24 d'argent et 10 de bronze)

### Bilan
- 14 :  Nouvelle-Calédonie
- 2 :  Papouasie-Nouvelle-Guinée
- 1 :  Fidji

## Lieux d'organisation des mini-jeux et palmarès
- 1981 : Ier Mini-Jeux à Honiara,  Îles Salomon

1er :  Nouvelle-Calédonie, 45 médailles (17 d'or, 17 d'argent et 11 de bronze)
2e :  Polynésie française, 22 médailles (10 d'or, 7 d'argent et 5 de bronze)
3e :  Papouasie-Nouvelle-Guinée, 20 médailles (8 d'or, 6 d'argent et 6 de bronze)
- 1985 : IIe Mini-Jeux à Rarotonga,  Îles Cook (1re fois)

1er :  Papouasie-Nouvelle-Guinée, 37 médailles (13 d'or, 12 d'argent et 12 de bronze)
2e :  Nouvelle-Calédonie, 28 médailles (12 d'or, 12 d'argent et 4 de bronze)
3e :  Polynésie française, 27 médailles (9 d'or, 7 d'argent et 11 de bronze)
- 1989 : IIIe Mini-Jeux aux  Tonga

1er :  Samoa, 36 médailles (27 d'or, 6 d'argent, 3 de bronze)
2e :  Polynésie française, 60 médailles (20 d'or, 20 d'argent, 20 de bronze)
3e :  Nouvelle-Calédonie, 47 médailles (15 d'or, 17 d'argent, 15 de bronze)
- 1993 : IVe Mini-Jeux à Port-Vila,  Vanuatu

1er :  Fidji, 56 médailles (16 d'or, 19 d'argent, 21 de bronze)
2e :  Nouvelle-Calédonie, 40 médailles (16 d'or, 13 d'argent, 11 de bronze)
3e :  Polynésie française, 30 médailles (14 d'or, 7 d'argent et 9 de bronze)
- 1997 : Ve Mini-Jeux à Pago Pago,  Samoa américaines

1er :  Nauru, 55 médailles (33 d'or, 10 d'argent, 12 de bronze)
2e :  Fidji, 90 médailles (31 d'or, 31 d'argent, 28 de bronze)
3e :  Samoa américaines, 50 médailles (20 d'or, 23 d'argent, 7 de bronze)
- 2001 : VIe Mini-Jeux sur l' Île Norfolk

1er :  Fidji, 49 médailles (27 d'or, 9 d'argent, 13 de bronze)
2e :  Polynésie française, 45 médailles (22 d'or, 13 d'argent, 10 de bronze)
3e :  Nouvelle-Calédonie, 52 médailles (20 d'or, 22 d'argent, 10 de bronze)
- 2005 : VIIe Mini-Jeux à  Palaos

1er :  Nouvelle-Calédonie, 112 médailles (56 d'or, 29 d'argent, 27 de bronze)
2e :  Fidji, 59 médailles (23 d'or, 21 d'argent, 15 de bronze)
3e :  Papouasie-Nouvelle-Guinée, 35 médailles (16 d'or, 11 d'argent, 8 de bronze)
- 2009 : VIIIe Mini-Jeux à Rarotonga,  Îles Cook (2e fois)

1er :  Fidji, 78 médailles (32 d'or, 26 d'argent, 20 de bronze)
2e :  Nouvelle-Calédonie, 66 médailles (23 d'or, 21 d'argent, 22 de bronze)
3e :  Polynésie française, 59 médailles (21 d'or, 22 d'argent, 16 de bronze)
- 2013 : IXe Mini-Jeux à Wallis,  Wallis-et-Futuna, France (1e fois)

1er :  Papouasie-Nouvelle-Guinée, 87 médailles (30 d'or, 26 d'argent, 31 de bronze)
2e :  Polynésie française, 40 médailles (26 d'or, 9 d'argent, 5 de bronze)
3e : Nouvelle-Calédonie, 43 médailles (21 d'or, 13 d'argent, 9 de bronze)
- 2017 : Xe Mini-Jeux à Port-Vila,  Vanuatu (2e fois)

1er : Nouvelle-Calédonie, 82 médailles (46 d'or, 16 d'argent, 20 de bronze)
2e :  Papouasie-Nouvelle-Guinée, 85 médailles (32 d'or, 32 d'argent, 21 de bronze)
3e :  Fidji, 78 médailles (23 d'or, 31 d'argent, 24 de bronze)
- 2022 : XIe Mini-Jeux à Saïpan,  Îles Mariannes du Nord

1er : Papouasie-Nouvelle-Guinée, 80 médailles (33 d'or, 28 d'argent, 19 de bronze)
2e :  Polynésie française, 58 médailles (22 d'or, 15 d'argent, 21 de bronze)
3e :  Îles Mariannes du Nord, 38 médailles (16 d'or, 13 d'argent, 9 de bronze)

## Tableau des médailles
Ce tableau a été mis à jour après les Jeux du Pacifique de 2015.
| Addition des médailles des Jeux du Pacifique Sud |                             |               |                   |                    |       |
| Pos                                              | Pays                        | Médaille d'or | Médaille d'argent | Médaille de bronze | Total |
| 1                                                | Nouvelle-Calédonie          | 837           | 671               | 580                | 2088  |
| 2                                                | Papouasie-Nouvelle-Guinée   | 433           | 394               | 401                | 1228  |
| 3                                                | Fidji                       | 387           | 449               | 455                | 1291  |
| 4                                                | Polynésie française         | 298           | 240               | 234                | 772   |
| 5                                                | Samoa                       | 193           | 151               | 166                | 510   |
| 6                                                | Nauru                       | 89            | 61                | 45                 | 195   |
| 7                                                | Guam                        | 62            | 98                | 128                | 288   |
| 8                                                | Tonga                       | 49            | 61                | 91                 | 201   |
| 9                                                | Samoa américaines           | 45            | 43                | 74                 | 162   |
| 10                                               | Îles Cook                   | 26            | 49                | 61                 | 136   |
| 11                                               | Wallis-et-Futuna            | 25            | 39                | 89                 | 153   |
| 12                                               | États fédérés de Micronésie | 19            | 14                | 10                 | 43    |
| 13                                               | Vanuatu/Nouvelles-Hébrides  | 18            | 55                | 82                 | 155   |
| 14                                               | Îles Salomon                | 17            | 52                | 92                 | 161   |
| 15                                               | Australie                   | 16            | 19                | 11                 | 46    |
| 16                                               | Palaos                      | 9             | 14                | 13                 | 36    |
| 17                                               | Kiribati                    | 6             | 16                | 24                 | 46    |
| 18                                               | Île Norfolk                 | 5             | 13                | 15                 | 33    |
| 19                                               | Îles Mariannes du Nord      | 5             | 11                | 12                 | 28    |
| 20                                               | Tokelau                     | 3             | 2                 | 1                  | 6     |
| 21                                               | Nouvelle-Zélande            | 1             | 9                 | 10                 | 20    |
| 22                                               | Tuvalu                      | 1             | 3                 | 5                  | 9     |
| 23                                               | Niue                        | -             | 5                 | 10                 | 15    |
| 24                                               | Îles Marshall               | -             | 3                 | 11                 | 14    |
| 25                                               | Îles Gilbert et Ellice      | -             | 1                 | 1                  | 2     |

## Controverses
Une des controverses qui a touché à peu près toutes les éditions des Jeux de Pacifique concerne l'organisation de compétitions le dimanche. Or, dans le Pacifique insulaire, le jour saint chrétien est particulièrement important. Toute activité physique est même interdite aux Tongiens le dimanche. D'un autre côté, les territoires toujours associés à des grandes puissances comme les États-Unis, la France, l'Australie et la Nouvelle-Zélande sont beaucoup plus modérés sur ce point. 
Certains jeux ont été perturbés par le passé pour des raisons politiques. Ainsi, les jeux de Nouméa en 1987, en pleine période des événements qui voyaient s'affronter violemment partisans et opposants à l'indépendance en Nouvelle-Calédonie, ont été boycottés par des États de la région qui soutenaient alors ouvertement les indépendantistes : le Vanuatu et les Tonga n'ont pas participé ainsi à ces jeux. De même, la décision du gouvernement français de procéder à une dernière série d'essais nucléaires à Moruroa en Polynésie française a poussé de nombreux membres du Conseil des Jeux du Pacifique à ne pas participer aux jeux organisés par Papeete en 1995 : il s'agit du Vanuatu, des Samoa, des Samoa américaines, de Nauru et de Niue. 
La victoire quasi systématique de la délégation de Nouvelle-Calédonie à chaque jeux pose de plus en plus la question de savoir si ceux-ci permettent une réelle compétition ou s'il n'y a aucun moyen de lutter contre les territoires dépendant d'une grande puissance économique, et a fortiori les territoires français de Nouvelle-Calédonie et de Polynésie française qui disposent à la fois d'un potentiel démographique important, qui n'est dépassé ou égalé dans le Pacifique insulaire que par Fidji et la Papouasie-Nouvelle-Guinée, d'un niveau de vie élevé et de moyens économiques particulièrement important essentiellement liés aux aides de la Métropole. Cela leur permet donc de financer des infrastructures modernes et de réunir des délégations beaucoup plus importantes que les micro-États de la région. Ainsi, certaines voix s'élèvent, quoique encore assez isolée, pour réserver les jeux aux seuls États indépendants. Les îles Salomon ont défendu leur dossier de candidature pour l'organisation des jeux de 2011 en mettant en avant qu'ils étaient les seuls candidats à être indépendants. Toutefois, les défenseurs des jeux tels qu'ils existent à l'heure actuelle y voient au contraire le moyen de faire progresser le sport dans la région pacifique et d'aider des pays au niveau de vie assez bas à développer en partie leurs économies notamment en étant les organisateurs de cette manifestation sportive. 
Certaines critiques se sont élevées, notamment au sein des territoires proches des grandes puissances occidentales, contre le fait qu'une grande partie des infrastructures sportives construites à Suva en vue des jeux de 2003 avait été financée par la Chine.